# Aeromobil
Aeromobil — словацкий проект летающего автомобиля, созданный Штефаном Клейном в 1990 году и с тех пор находящийся в непрерывной разработке. Согласно информации с официального сайта, транспортное средство должно поступить в продажу в начале 2023 года.

## История

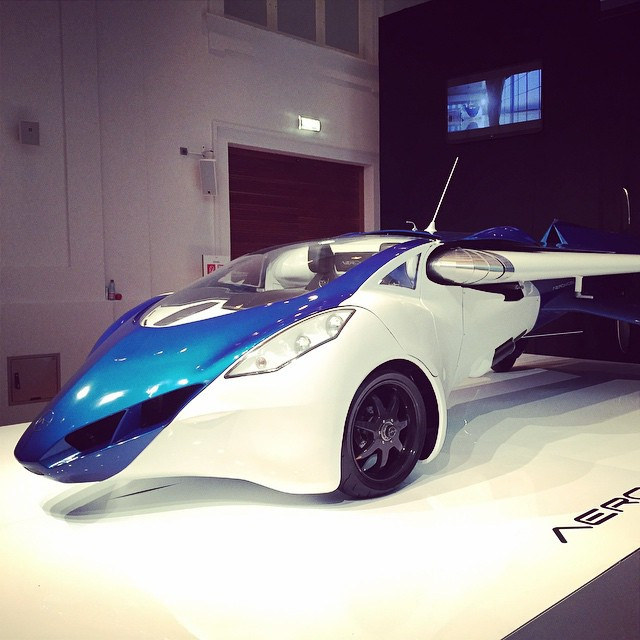
Aeromobil 3.0 (2014 год)

Впервые проект автомобиля был создан в 1990 году (ещё в Чехословакии) и носил название Aeromobil 1.0. Лишь в 2014 году был создан первый образец, способный летать, это был Aeromobil 3.0, совершивший свой первый полёт в октябре того же года. По заявлениям создателей, они хотят сделать в автомобиле баллистический парашют на случай катастрофы.
Создателями проекта являются Штефан Клейн и Юрай Вацули́к. Разработка ведётся в Братиславе. Официальное название компании — Aeromobil s.r.o.
20 апреля 2017 года в Монте-Карло, Монако был представлен новый, совершенно иной в дизайне, прототип — Aeromobil 4.0, который и должен стать серийной моделью. Компания объявила о начале предзаказов на первую серию из 500 машин.
Первоначально выпуск автомобиля планировался на 2018 год, но затем был перенесён сначала на 2020, а затем на 2023 год.
В 2022 году на официальном сайте появилась вторая модель — AM Next (при этом первой дано название «AM 4.0»), являющаяся четырёхместной. Планируемая дата старта производства — 2027 год. Модель будет применяться только в качестве воздушного такси.

## Происшествие 8 мая 2015 года
8 мая 2015 года прототип AeroMobil 3.0 потерпел крушение в аэропорту Нитра во время испытательного полета. Транспортное средство вошло в штопор, и баллистический парашют раскрылся. За рулём был Стефан Клейн, он был отправлен в больницу на машине скорой помощи с жалобами на боли в спине, но позже в тот же день был выписан. Самолет получил ударные повреждения в носовой части. Компания указала, что разработка проекта будет продолжена. В июне 2015 года компания сообщила, что разрабатывается новый прототип.